# Itacir Brassiani
Itacir Brassiani, M.S.F. (Soledade, 28 de dezembro de 1959) é um prelado brasileiro da Igreja Católica, atual bispo da Diocese de Santa Cruz do Sul.

## Biografia
Em 1962, sua família migrou para o oeste de Santa Catarina, estabelecendo-se no município de Anchieta e dedicando-se à agricultura familiar. Ele foi agricultor até os 16 anos, depois comerciário. Em 1977, formou-se técnico em contabilidade, exercendo a profissão de auxiliar de contabilidade por dois anos. Em 1979, foi catequista de crisma, na Igreja matriz da paróquia Santa Lúcia, em Anchieta.
Em 1980 foi admitido ao processo formativo dos Missionários da Sagrada Família, onde frequentou o Postulantado, licenciando-se em filosofia pela Universidade de Passo Fundo em 1982 e, no ano seguinte, fez o ano de noviciado canônico em Caibi, professando os votos e tornando-se Missionário da Sagrada Família no dia 29 de janeiro de 1984. Em seguida, cursou teologia no Instituto Missioneiro de Teologia, em Santo Ângelo, concluindo o curso de teologia em 1987.
Foi ordenado diácono em novembro de 1986, e recebeu a ordenação presbiteral de Dom José Gomes, bispo de Chapecó, em 21 de fevereiro de 1987, na paróquia Santa Lúcia, em Anchieta. É pós-graduado e mestre em teologia sistemática pela Faculdade Jesuíta de Filosofia e Teologia, em Belo Horizonte.
Em sua vida pastoral e acadêmica, foi membro da Equipe de Pastoral da Rua de Belo Horizonte, nos anos de 1990 e 1991, vigário paroquial da paróquia Sagrada Família, em Santo Ângelo, entre 1987 e 1989, e da paróquia São Sebastião da Boa Vista, em Contagem, de 2016 a 2017. Já a função de pároco foi exercida na paróquia Sagrada Família, de Santo Ângelo, de 1993 a 1997, e na paróquia Santo Antônio, também em Santo Ângelo, de 1987 a 1988. Foi formador do Juniorado em três períodos (1987-1989; 1996-1997; 2014-2017); professor de teologia fundamental e de pneumatologia e graça no Instituto Missioneiro de Teologia, em Santo Ângelo (de 1988 a 2008); membro da Equipe de Reflexão Teológica da Conferência dos Religiosos do Brasil (CRB), de 2004 a 2007; membro da Comissão de Formação dos Missionários da Sagrada Família (2002-2013); orientador eventual de retiros para a vida consagrada e clero diocesano.
Teve atuação institucional como superior da Comunidade Local dos Missionários da Sagrada Família de Santo Ângelo, de 1992 a 1995; conselheiro provincial do Brasil Meridional (1995-1998); superior provincial do Brasil Meridional (1998-2001; 2001-2004; 2017-2021); administrador da Escola Apostólica Sagrada Família, em Santo Ângelo (2005-2007); vigário-geral dos Missionários da Sagrada Família (Roma, 2007-2013); superior Interventor da Província Brasil Setentrional (Recife, 2014-2015) e diretor-tesoureiro da Conferência dos Religiosos do Brasil (2004-2007). Desde 2021 até sua elevação ao episcopado, foi o Superior Provincial da Província da América Latina dos Missionários da Sagrada Família, com sede em Passo Fundo.
Em 19 de junho de 2024, o Papa Francisco o nomeou como bispo diocesano de Santa Cruz do Sul. Sua ordenação episcopal e posse canônica ocorreram em 29 de setembro do mesmo ano, na Catedral de São João Batista em Santa Cruz do Sul, cerimônia que teve como sagrante principal a Dom Leomar Antônio Brustolin, arcebispo de Santa Maria, coadjuvado por Dom Aloísio Alberto Dilli, O.F.M., seu antecessor e por Guilherme Antônio Werlang, M.S.F., bispo de Lages.